# Spilopteron flavescutatum
Spilopteron flavescutatum är en stekelart som beskrevs av Wang 2004. Spilopteron flavescutatum ingår i släktet Spilopteron och familjen brokparasitsteklar. Inga underarter finns listade i Catalogue of Life.